# Владимир Колев (боксьор)
Вижте пояснителната страница за други личности с името Владимир Колев.
Владимир Колев е български боксьор.
Роден е на 18 април 1953 година в София. Започва да се занимава с бокс и се състезава в категория до 63'5 килограма.
През 1973 година на европейското първенство в Белград,става трети в категория 67 килограма. Следващата 1974 година е втори на световното първенство в Хавана, а през 1976 година е трети на Олимпиадата в Монреал.
Има по три титли от „Балканиади“ и „Мевериади“ и две от игрите „Дружба“.
Играе централни роли в български филми, някои от които: „Бокс, бокс, бокс“, където пресъздава самия себе си, „Романтична история“ (1984), „Не знам, не чух, не видях“ (тв, 1984), „Нощна тарифа“ (1987), „Къса седмица“ и др.
.